# (4856) Seaborg
(4856) Seaborg (1983 LJ) – planetoida z pasa głównego asteroid okrążająca Słońce w ciągu 4,1 lat w średniej odległości 2,56 j.a. Odkryta 11 czerwca 1983 roku.